# FNS大感謝祭
FNS大感謝祭（えふえぬえすだいかんしゃさい）は、1991年～1993年の大晦日にフジテレビ系列で生放送された特別番組。正式タイトルは『'××総決算! 全部見せますFNS大感謝祭』（ - そうけっさん! ぜんぶみせます - ）で、『'××』には西暦下2桁の数字が入る。
その年のフジテレビの番組を振り返って、反省会を行う番組で、前年（1990年）に放送された『年またぎバラエティー ありがとう1990年第1回TVグランプリ』（19:00 - 22:54。司会：山田邦子、高嶋政宏・高嶋政伸兄弟）を引き継ぐかたちで放送された。。司会は全回とも明石家さんま、また1991年・1992年は逸見政孝が担当したが、逸見は1993年12月25日に死去したため、93年はさんまの単独司会となり、進行役として当時局アナの中井美穂・河野景子・八木亜希子が担当した。

## 概要
フジテレビの主な番組の関係者と局内各セクションから1名以上がスタジオにそろい、
視聴者からの質問に直接答えるほか、その年の番組をダイジェストで流したり、
メジャーヒットとなった番組主題歌を流すという構成だった。

## 放送時間
| 放送年 | 放送時間（JST） |
| ------ | --------------- |
| 1991年 | 19:00 - 23:00   |
| 1992年 | 18:30 - 23:00   |
| 1993年 | 18:33 - 23:00   |

## エピソード
- 冒頭、報道センターで待機している安藤優子が2年連続で、「幸田シャーミンです」とボケた。
- 「東京ラブストーリー」のダイジェストのあと、逸見が「鈴木保奈美さんのような若い女性から『セックスしよう』と言われたい中年は自分だけではなく、あのへん（スタジオを指す）の男性全部だと思う」と、日頃の言動からは想像できない発言をした。
- 「もう誰も愛さない」をダイジェスト放映したところ、ほとんどが殺人シーンで構成され、さんまが「何人殺したんですか？ もともとがダイジェストのドラマなのを短くするからこうなるんですよ」と苦言を呈した。
- 「あっぱれさんま大先生」出演生徒がスタジオにあらわれ、質問をしまくったのち、番組テーマソングを歌って帰った。
- 「北の国から」をダイジェストで流した際、劇中の大晦日、田中邦衛が外で子供たちに、よそでは某裏番組を見ているだろうが、見なくても年越しはできる、と語る場面で、実際に裏番組として放送されているスタジオ内から大拍手が起こった。本番組は、その後の「北の国から」のスペシャルで使われている。

## 主な質疑応答
- 「ゴールデン洋画劇場」で「男はつらいよ」など日本映画が時々入るのはどうしてか？

「東『洋画』」だから。
- 「101回目のプロポーズ」で浅野温子はよく泣いていたが、脱水症状にならなかったのか？

撮り直しが続くと涙が出ないことはあった。1話4回泣くとして、3回は右目から。
- 「MJ -MUSIC JOURNAL-」のFAXガールは、どうして足を組み替えるのか。

番組内で指示したわけではない。暑いのかもしれない。
- 番組出演者でわがままな人はいないか？

いないこともない。
- ドラマのプロデューサーなどの肩書きを使って、女性をくどいたことはあるか。

ない(と答えた全員、あるはず、とさんまが回答)。
- タラちゃんはいつになったら小学校に行くのか。

わからない。
- 女子アナの衣装は自前か？

自前の場合と、局側が用意したものとの半々くらい。
- 東海林のり子の年齢は?

(本人が回答)
- ニュース番組で、キャスターがしょうもないギャグをいうのはなぜか。

生放送で急に時間がちょっと空いた場合、つなぎに思わず言ってしまうことがある。

## スタッフ
1991年・1992年
- プロデューサー：石田弘
- チーフディレクター：石井正幸
- 構成：沢口義明、西川晋、遠藤察男、井辺清

1993年放送分
- 構成：玉井貴代志、高橋秀樹 / 大田一水
- 美術制作：石鍋伸一朗
- デザイン：山本修身
- 美術進行：中本友恒、田尻章
- 大道具：永冨育浩
- 装飾：久保田善行
- アクリル装飾：山下浩司
- 電飾：渡辺信一
- アートフレーム：津田忠直
- タイトル：原野真理子
- 技術：佐藤五十一
- カメラ：白戸義之
- 音声：三井登
- 映像：小椋真人
- 照明：山際邦康
- 音響効果：玉井実（O.C.Bプロ）
- VTR編集：箭内克彦（IMAGICA）、小泉義明（共同テレビ）
- 報道センター：
  - プロデューサー：李家芳文
  - ディレクター：三嶋唯久
  - 技術：金久保達郎
- 音羽中継：
  - ディレクター：奥田あけみ
  - 技術：上藪直志（共同テレビ）
- 箱根中継：
  - ディレクター：小西康弘
  - 技術：金涌博行
- 長野中継：
  - ディレクター：平林長務
  - 技術：須坂昌博（NBS）
  - 協力：長野放送
- 習志野中継：
  - ディレクター：手塚久
  - 技術：河合宣貴（八峯テレビ）
- 青山中継：
  - ディレクター：加茂裕治
  - 技術：佐々木信一（共同テレビ）
- 砧中継：
  - ディレクター：深瀬雄介
  - 技術：障子川雅則（八峯テレビ）
  - 照明：米田俊一（アンバーライト）
  - 電飾：上床卓史
- 秋田中継：
  - プロデューサー：伊藤昭一（AKT）
  - ディレクター：堀江浩之（AKT）
  - 技術：小杉祐作（AKT）
  - 協力：秋田テレビ
- VTR編集ディレクター：三宅恵介、木村忠寛、港浩一、大前一彦、永山耕三、樋口徹、田島大輔、緒方幸夫、福原伸治、木村基子、星野淳一郎 / 今井康之（イースト）
- コーナー担当ディレクター：光野道夫、吉村忠史
- TK：土田芳美
- スタイリスト：矢野悦子
- 技術協力：八峯テレビ、共同テレビ、MCJ、FLT
- 協力：東宝砧スタジオ
- 制作：石田弘
- ディレクター：大平司
- アシスタントプロデューサー：丸山史
- プロデューサー：井上信悟、山縣慎司
- 制作：フジテレビ第二制作部（現編成制作局制作センター第2制作室）
- 制作著作：フジテレビ
  - この番組は従来のフジテレビさんまメインの番組スタッフ（三宅恵介チーフディレクターやメイン構成作家の大岩賞介）はほぼ不参加で、石田班が制作したため、それまでのフジさんま番組とは違う印象を与えた。

## スタジオゲスト
- 「あっぱれさんま大先生」出演生徒
- 野村克也, 古田敦也
- 浅野温子
- 武田鉄矢(ニューヨークから衛星生中継)
- 落合博満
- Jリーグ選手３人組